# Xuecheng
Xuecheng (学诚S; 1966) è un monaco buddista cinese, membro del Comitato Nazionale della Conferenza politica consultiva del popolo cinese, ed è un blogger popolare.
Presta il servizio come abate al Tempio Guanghua (Putian), al Tempio Famen (Fufeng, Shaanxi) e al Monastero Longquan di Pechino. Nel 2007 è stato eletto segretario generale dell'Associazione Buddista della Cina, assumendone la presidenza nel 2015.

## Infanzia e la ricerca del Dharma

### Infanzia
Xuecheng, nominato Fu Ruilin, il maggiore di tre figli, è nato il 3 ottobre del 1966 da una famiglia di radicata cultura buddista nel villaggio di Luofeng nel paese Laidian, Regione di Xianyou, Provincia di Fujian. La nonna di Xuecheng era praticante buddista e più tardi divenne la monaca. La madre era una buddista devota. Suo padre lavorava come un ragioniere in un ufficio pubblico della città, ed era conosciuto dalla gente per essere un uomo benevolo.
Xuecheng, seguendo le tradizioni dalla madre e dalla nonna, all'età di 10 anni divenne un vegetariano. Quando aveva 12 anni iniziò a recitare le scritture buddiste. La sera, si soffermava a pregare e meditare fino alle 9 di notte prima di fare i compiti di scuola. Da quel momento iniziò ad amare l'idea di farsi monaco; ma i suoi genitori erano di opinione contraria ed egli dovette obbedire.
Xuecheng è andato alla scuola elementare di Laidian Town all'età di 8 anni. Dal 1979 al 1982 ha frequentato la scuola media cinese Overseas nella Regione di Xianyou dove era uno studente d'onore. Durante il suo tempo libero visitava spesso il vicino Tempio Wangsheng (ora Jile Convento). Avvertiva un senso di affinità e familiarità ogni volta che entrava in quel Tempio. Gli piaceva soprattutto il volto benevolo e pacifico delle statue di Bodhisattva.
A quel tempo nel villaggio viveva un laico buddista di nome Fu Jinfu, che in seguito divenne il maestro buddista Ven. Dinghai. Ha spesso portato le scritture buddiste a Xuecheng, il quale aveva enorme interesse nei classici buddisti. Amava leggere le biografie di monaci eminenti, in particolare quella dal Ven. Maestro Xuanzang, un grande maestro della dinastia Tang (618-907 dC), che promosse la diffusione del Dharma. Il suo grande impegno era rivolto ad "ereditare gli insegnamenti del Buddha, trasportarli sulle proprie spalle e riversarli nel mondo". Tutto ciò esercitò una profonda influenza sulla futura determinazione di Xuecheng a diventare un monaco.

### Ascetismo del Dharma
Nel 1982, all'età di soli 16 anni, Xuecheng ha iniziato la sua vita monastica. Ben presto ha ricevuto insegnamenti da maestri come il Ven. Maestro Dinghai e il grande Ven. Yuanzhuo. Si è laureato presso l'Accademia buddista della Cina nel 1991.
Xuecheng nel 1981 pronunciò i voti religiosi, prendendo il rifugio nei Tre Gioielli (costituiti dal Buddha, dal Dharma [la Legge o l'Insegnamento] e dal Sangha [la Comunità]). Nel 1982, quando era nel suo terzo anno di scuola media e mancava un solo semestre al diploma, chiese il permesso ai genitori per farsi il monaco. La sua madre lo portò prima al Monastero di Dongshan. Un laico buddista di nome Liang Jinliang, il sostituto del Ven Chide, gli suggerì di rivolgersi a un importante maestro buddista. Perciò, la madre e Fu Jinfu, lo portarono dal Ven. Maestro Yuanzhuo al Putian Guanghua Monastero (il Ven. Maestro Yuanzhuo era un discepolo del Ven. Maestro Yinguang e Ven. Maestro Hong Yi, entrambi maestri eminenti della Cina moderna. Il Ven. Maestro Yuanzhuo aveva il proprio ufficio presso l'Associazione buddista della Cina ed era vice-presidente e in seguito divenne il Presidente del suo Comitato consultivo).
Xuecheng ha iniziato la vita monastica il 3 marzo 1982. Il 22 marzo del 1983, in applicazione del regime del Ven. Maestro Yuanzhuo, ha ricevuto l'ordinazione monastica dal Ven. Maestro Dinghai al monastero Guanghua. (Il Ven. Maestro Dinghai è ora vicepresidente del Sangha Consiglio Mondiale buddista e presidente della Sangha Mahayana Indonesia.)
Poco dopo la cerimonia di ordinazione, Xuecheng chiese al Ven. Maestro Yuanzhuo di insegnargli come praticare il Daharma. Il maestro anziano gli rispose con un racconto, ricordandogli di accettare ogni situazione così com'è, semplicemente lasciandosi trasportare dagli eventi con l'animo sereno, mantenendo uno stato naturale della mente.
Il Ven. Maestro Yuanzhuo era gentile e molto severo. Ha richiesto al giovane monaco di imparare le opere classiche come quelle del confucianesimo a memoria. I pasti non erano autorizzati fino a quando il suo lavoro non era finito. Nel tempo libero, il giovane monaco, si dedicava spesso volontariamente alle faccende più umili, difficili e laboriose. Prese inoltre parte a lavori di costruzione di templi e monasteri. I monaci dovevano portare i materiali da costruzione sulle spalle, perché non vi erano camion o gru disponibili in quella circostanza. Questo rafforzò il temperamento e la perseveranza di Xuecheng.
Xuecheng è stato ammesso alla classe preparatoria presso l'Accademia buddista della provincia del Fujian nel 1983. In quel periodo ha studiato le scritture buddiste e varie altre discipline, ed era sempre pronto ad aiutare i suoi compagni a risolvere ogni problema.
Nel 1984, ha superato l'esame di ammissione all'Accademia buddista della Cina e ha iniziato i suoi studi universitari a Pechino. Attraverso uno scambio di corrispondenza, il Ven. Maestro Yuanzhuo lo incoraggiava, ricordando che non importa primeggiare; ma è necessario dedicarsi allo studio per imparare. In tempi difficili, quelle parole gli hanno permesso di affrontare con coraggio i suoi conflitti interiori, superando le difficoltà ed elevando il proprio spirito.
Nel 1986, Xuecheng ebbe l'opportunità di studiare in Sri Lanka; ma quando chiese al Ven. Maestro Yuanzhuo il suo parere, il Maestro anziano non accettò la sua trasferta all'estero. Dopo qualche anno, ha ricordato: "Avrei potuto acquisire un dottorato di ricerca. Tuttavia, potrei non aver avuto la possibilità di svolgere i compiti del Buddha, nel lavoro per aiutare gli esseri senzienti come ho fatto ora. È fondamentale che si debba sempre seguire la guida del proprio maestro". Nei giorni di scuola, Xuecheng era sotto la speciale cura e protezione del Rev. Zhao Puchu, il rispettato e allora presidente della BAC. Il Rev. Zhao Puchu aiutò Xuecheng a superare le difficoltà e fu lui ad intercedere con monaci importanti e di alto livello per guidarlo nel suo studio e nella pratica buddista.
Xuecheng ha conseguito una laurea con lode nel 1988 presso l'Accademia buddista della Cina. Dopo di che, ha approfondito nella stessa sede i suoi studi post laurea.
Nel dicembre del 1988, ha ricevuto le "Tre Tavole dei Precetti Completi" dal Ven. Maestro Kuanlin, Abate del Monastero Manjughosha di Chengdu nella provincia di Sichuan. Nell'inverno del 1988, l'abate del monastero di Guanghua, il Ven. Yiran, si dimise. Nel gennaio 1989, sotto la cura del Rev. Zhao Puchu e la supervisione del Ven Yiran, tutti i dirigenti del Monastero approvarono la nomina di Xuecheng ad abate del monastero, mentre era ancora nella fase di studi post laurea presso l'Accademia buddista della Cina. Il 15 marzo del 1989 si tenne l'inaugurazione e il 23 prese la carica del monastero. Diventò l'abate più giovane con il più alto grado nella formazione in un monastero buddista. Durante il suo mandato di Abate, nonostante i molteplici impegni, Xuecheng fu perseverante nei suoi studi. Completò la sua tesi post laurea con successo e ottenne il master nel novembre 1991.
Dopo la laurea tornò a Fujian, e nel dicembre fu nominato Vice Presidente dell'Accademia buddista della provincia del Fujian all'età di 25 anni. Il 25 novembre del 1997, il Ven . Maestro Yuanzhuo morì a Putian nel Monastero Guanghua. Il dolore di Xuecheng fu indescrivibile. Eresse uno stupa per l'anziano maestro e ne scrisse l'epitaffio. Durante i 15 anni del suo discepolato, aveva partecipato e assistito agli sforzi per la ricostruzione di monasteri buddisti e alla divulgazione delle scritture per istruire e coltivare le virtù dei monaci. Fu particolarmente edificato dal suo esempio nell'esercizio dei suoi voti fondati sulla compassione, il patriottismo e la fedeltà al buddismo, la sua modestia e la calma, le sue nobili attitudini e il comportamento senza la macchia, con un particolare autocontrollo e indulgenza verso il prossimo.

## Conoscenza e Pratica
Dal suo insediamento a BAC, Xuecheng è stato responsabile della divulgazione a livello nazionale di trasmissione normativa dei precetti. Promuove la corretta pratica del canto dei precetti e promuove i ritiri estivi. Il suo sforzo ha avuto un impatto significativo sul ringiovanimento e la diffusione del buddismo. Xuecheng, ha detto una volta: "Ogni giorno sono pienamente impegnato, senza la benedizione dei Tre Gioielli non avrei le forze necessarie per portare a termine ogni lavoro". Egli custodisce gli insegnamenti del Buddha e dedica la propria vita alla perpetuazione della saggezza per i suoi discepoli.
È scritto in "Ornament for the Mahayana Sutras", che ogni studente dovrebbe "Contare su un insegnante Mahayana che sia disciplinato, sereno e completamente pacificato; che possieda buone qualità che superano quelle degli studenti, che sia energico, che sia dotato di un patrimonio di conoscenze delle Scritture; che possieda attenzioni benevole, che abbia una conoscenza approfondita della realtà e sia abile ad istruire i discepoli, ed abbia superato ogni scoraggiamento". Delle dieci qualità, le sei buone qualità ottenute con l'auto-realizzazione sono: precetti (essere disciplinato), concentrazione (mente serena), saggezza (essere accuratamente pacificati), possedere un patrimonio di conoscenze approfondite su molte scritture, essere in possesso di una conoscenza approfondita della realtà ed avere buone qualità superiori a quelle degli studenti. Le quattro qualità rimanenti sono dedicate alla cura del prossimo. Queste sono: abilità nell'insegnamento, possesso di attenzioni benevole, forza d'animo e superamento di ogni scoraggiamento. Nel "Lamrim Chenmo", si dice che un insegnante è colui che "fornisce graduali istruzioni a tappe sul sentiero dei "tre corpi" (Trikāya) con diverse capacità di guida al Mahayana, che è il percorso di Buddità". Xuecheng richiede ai propri discepoli di integrare con la pratica per imparare a concentrarsi sulla coltivazione virtù. Egli ricorda che l'uso del bene verso il prossimo per promuovere il buddismo può essere raggiunto solo da coloro che ne hanno virtù.

### Precetti (essere disciplinato)
Una caratteristica per custodire le discipline etiche è quella di dominare le afflizioni e ottenere la pace interiore e la serenità. È necessario disciplinare la propria mente prima di aiutare agli altri. Xuecheng una volta ha ricordato: "Per anni ho parlato molto poco e ho dedicato tutto me stesso al monastero prima di diventare abate. Col passare del tempo, sono diventato meno distratto, e la mia arroganza e presunzione se ne sono andate". Ogni notte si teneva impegnato nell'introspezione e rifletteva sulle poche parole pronunciate durante il giorno: se queste parole erano appropriati e perché? Come avrebbe potuto migliorare il suo parlare il giorno dopo? Con anni di sforzi, riuscì a parlare senza mai offendere il prossimo. Pertanto, altri monaci furono disposti a condividere pensieri interiori con lui e a chiedere consigli. È considerato un "anziano" compassionevole che fa sentire gli altri a proprio agio in sua presenza. Nonostante ricopra numerose alte cariche, rimane sempre modesto e benevolo.
Xuecheng una volta è stato calunniato sul Web. Egli non fu turbato da questa istanza e disse: "La gente ha afflizioni. Questa persona non fa eccezione. Se quello che stiamo facendo è buono per la nostra nazione, per il nostro popolo e per il buddismo, cosa c'è di cui preoccuparsi?" Quando si mantiene la pace interiore di fronte alle avversità, indifferenti alla fama e alla ricchezza, la mente è veramente domata. Egli attribuisce non solo importanza all'auto-disciplina nella pratica personale, ma proclama anche la diffusione e la trasmissione dei precetti. Una volta disse: "Il fatto che i precetti sono trascurati impedisce la divulgazione degli insegnamenti del Buddha."
Presso l'Accademia buddista della provincia del Fujian, Xuecheng ha tenuto conferenze su "The Four-Part Bhikshu Precepts" (trattato di regole monastiche). Nei monasteri che egli presiede, tutti i monaci sono tenuti a cantare i precetti ogni metà del mese e a partecipare ai ritiri estivi dal sedicesimo giorno del quarto mese al quindicesimo giorno del settimo mese del calendario lunare, in conformità ai canoni istituiti dal Buddha. (Durante questo periodo, i monaci non possono avere contatti con il mondo esterno, al fine di raccogliersi nello studio e nella pratica spirituale). Negli ultimi anni, Xuecheng ha presieduto importanti assemblee spirituali tenute in tutto il paese prestando servizio come precettore Acarya. Acarya di funzioni o Acarya di Scritture e Precetti per la divulgazione del Dharma. Da anni egli trasmette gli insegnamenti del buddha a monaci e laici, guidandoli nel loro cammino verso la perfezione dello studio e della pratica.
Xuecheng diffonde anche gli insegnamenti sui precetti all'estero. Nel 2005, ha divulgato i precetti Mahayana in Indonesia, il primo di tali eventi in questo paese dopo 500 anni. È interessante l'evento presso il Monastero Guanghua in Putian, nel quale Xuecheng vi ha tenuto nel 1996 un lungo incontro durato 108 giorni dedicato alla trasmissione canonica dei Precetti del Dharma. Durante questa assemblea, lui e gli altri presero parte attiva nella promozione di riti finalizzati alla trasmissione normativa dei precetti secondo le modalità istituite dal Buddha. Questa pratica ha influenzato l'intera nazione, tra cui Hong Kong e Taiwan.

### Concentrazione (mente serena)
La Scrittura dice: "Serena si riferisce alla realizzazione di concentrazione meditativa. Concentrazione meditativa è uno stato mentale in cui l'individuo rimane tranquillamente ritirato. Ciò si ottiene facendo leva sulla consapevolezza e la vigilanza nella propria disciplina etica, allontanandosi da atti illeciti ed impegnandosi in buone attività". La serenità è caratterizzata da una mente in pace. Xuecheng osserva che la serenità si riferisce alla concentrazione. Egli ha sottolineato che tale concentrazione non significa "essere stagnante", ma essere consapevoli delle circostanze esterne e del mondo interno. In questo stato, la mente è vigile ed elastica. Xuecheng è un uomo di assoluta consapevolezza. Egli sostiene che: "La nostra vita non viene contata per anni o per giorni, nemmeno per pochi secondi, ma piuttosto in segmenti di pensiero. I nostri pensieri, uno ad uno, qualunque essi siano, costituiscono tutta la nostra vita. Un giorno procede dall'aggiunta di nuovi pensieri. È necessario essere consapevoli su ciò che vi è da acquisire e cosa da evitare nella vita. Altrimenti non avremo consapevolezza nella nostra vita. Bisogna avere il comando dei nostri pensieri nell'istante presente. Se perdiamo il controllo dei nostri pensieri in un preciso momento, si perde il controllo del proprio futuro".

### Saggezza (completamente pacificato)
Secondo la Scrittura, "'profondamente pacificato' si riferisce all'avere compiuto l'esercizio della saggezza. Questo si ottiene mediante l'analisi sul significato della realtà in funzione alla serenità meditativa, in cui la mente diventa utile". Xuecheng suggerisce: "La radice del Dharma risiede nella capacità di giudicare e scegliere. Avere la saggezza significa saper scegliere tra ciò che è da prendere e da abbandonare."

### Avere un patrimonio di conoscenze scritturali
Avere "ricchezza nella conoscenza delle Scritture". Secondo le sacre scritture buddiste, "si riferisce all'essere erudito riguardante le tre collezioni scritturali e simili argomenti". Xuecheng attribuisce grande importanza per l'apprendimento e la contemplazione di sutra buddisti, Vinaya testi e trattati. possiede un'ampia conoscenza del Tripitaka. In particolare, legge molte scritture buddiste più e più volte, ed è abile a disegnare esempi da caso a caso e utilizzando l'analogia.
Egli sostiene che i buddisti dovrebbero essere tolleranti verso le altre religioni, disposti al dialogo e allo scambio di opinioni col prossimo. Propone di integrare le diverse culture con gli insegnamenti di Buddha. 
Le opere di Xuecheng sono pubblicate anche online all'indirizzo xinhuanet.com, people.com.cn, china.com.cn, chinanews.com, sina.com, sohu.com, fjnet.com, fjdh.com, ecc.
Xuecheng ha pubblicato decine di articoli su Voice of Dharma, un giornale dell'Associazione buddista della Cina. I suoi saggi esprimono concetti profondi con linguaggio semplice, in riferimento alla vita quotidiana. Essi integrano gli insegnamenti dei maestri, al fine di aiutare le persone a capire il buddismo sotto vari punti di vista per applicarli nella propria esistenza.

### Conoscenza della realtà
Secondo le Scritture, "'La conoscenza della realtà si riferisce ad una formazione specifica in sapienza, la conoscenza della non essenzialità dei fenomeni. Si dice che sia meglio se gli insegnanti possiedono una percezione della realtà." Xuecheng ha studiato per anni Madhyamaka (la Via di Mezzo) e Cittamatrin (Coscienza), e ha sviluppato una profonda comprensione di Prajna. Una volta ha detto: "La consapevolezza nel Buddismo è caratterizzata dall'armonia, vale a dire, l'armonia tra gli oggetti, l'armonia tra gli esseri umani e gli oggetti, e l'armonia tra gli esseri umani".
L'essenza del Prajnà è il vuoto. Vuoto e origine della forma sono i due aspetti della realtà. Xuecheng integra l'essenza degli insegnamenti del Buddha con ciò che è attualmente accettabile per il pubblico. In considerazione di ciò, egli spiega le cose in un linguaggio semplice. Il Buddismo proclama la legge della produzione condizionata (dependent arising) per cui ogni cosa è determinata e condizionata da mille altre cose, e non esiste niente che abbia una sua autonomia intrinseca. Pertanto, il buddismo sarebbe in accordo con il mondo laico, nell'aiutare il progresso degli esseri viventi. 
Egli afferma che ci sono quattro ostacoli ai precetti. Essi sono: "il desiderio materiale, i legami famigliari, fama e ricchezza, e visioni errate". Quando si pratica il buddismo, "non bisogna dimenticare il suo obiettivo finale e l'aspirazione originale". I monaci moderni devono possedere cinque qualità, che sono: "Procedere versao obiettivi elevati scegliendo la strada giusta, essere virtuosi, essere versatili, ed essere eruditi". Il miglior consiglio sulla vita monastica è "persistere, per avvicinare agli altri a se stessi, ed assumere un atteggiamento di osservazione". I dirigenti di un monastero dovrebbero "avere nobili aspirazioni, essere onesti, ed avere attitudine per le cose pratiche". Il giusto atteggiamento nei confronti di coloro che non capiscono dovrebbe essere di "accettazione, tolleranza, cortesia e sincerità". "Una persona incompetente non sarà in grado di far fronte alle situazioni mutevoli. Coloro che non hanno attitudini per fare le cose in modo corretto, dovrebbero, con distacco, lasciare fare a coloro che possono fare meglio".

### Superare le qualità
La Scrittura dice: "La persone degenerano quando si affidano a gente inferiore. Affidandosi ai pari rimangono le stesse. Facendo affidamento su quelle superiori raggiungono l'eccellenza. Così, è bene affidarsi a quelli che sono superiori a se stessi". La scrittura afferma inoltre: "Ogni persona saggia non dovrebbe collocarsi distante dai migliori, e dovrebbe fare affidamento in modo disciplinato a queste persone virtuose. Una volta che siete vicino ad essi, particelle di buone loro qualità si attaccheranno a voi." Come affermano dagli insegnamenti, gli studenti dovrebbero fare affidamento su insegnanti che possiedano qualità che superano le proprie. La chiave di accesso per avanzare sulla via del Buddha è che gli insegnanti dovrebbero ispirare ammirazione e una grande fede nella mente dei discepoli in modo che essi possano convincersi che è possibile avanzare su questa via. Ispirato da Xuecheng, un numero crescente di persone di eccezionali qualità, giovani talenti in particolare, si uniscono ai gruppi buddisti.

### Abile a istruire i discepoli
Secondo la Scrittura, "abile a istruire Discepoli" si riferisce ad essere al tempo stesso abile alla formazione dei discepoli migliori e abile ad aiutarli a capire". Ma questa abilità non significa retorica. Invece viene dalla tenera cura del docente e dalle sue attenzioni per capire i sentimenti del prossimo, e la dedizione ad aiutare. La preziosità del Buddismo sta nel fatto che gli insegnamenti sono rilevanti per acquisire la verità. In molti casi, le persone non sono difficili da educare, ma talvolta gli insegnamenti sono dati in modo inappropriato a causa della mancanza di saggezza e compassione. Xuecheng richiede la compassione, la saggezza e le competenze con ogni mezzo. Pensa che la compassione possa spingere una persona verso il bene, e la saggezza aiuta a scegliere tra le varie opzioni. Gli insegnamenti dovrebbero essere coerenti. Solo in questo metodo può essere diffuso il Buddismo.
Xuecheng, a partire dalla seconda metà del 2006 costituisce numerose assemblee per parlare del Dharma, mediante pratiche collettive intensive tenute a Pechino nel Monastero Longquan, e vengono distribuiti in stampe o DVD.

### In possesso di attenzioni benevole
Le citazioni nelle Scritture: "In possesso di attenzioni benevole" si riferisce alla pura motivazione di insegnare il bene. Cioè, l'insegnante educa spinto dall'amore e dalla compassione, senza cercare il guadagno, il rispetto e così via. La sua unica preoccupazione è quella di alleviare gli esseri viventi da agonia e vessazioni. Xuecheng una volta osservò: "La cosa più importante in Mahayana è utilizzare ogni pensiero per capire come essere benevoli verso gli esseri viventi e come liberarli della sofferenza".

### Essere energico
La Scrittura dice: "'Essere energetico' si riferisce alla gioia costante del benessere verso il prossimo". Un insegnante dovrebbe essere risoluto e determinato per fare il bene al prossimo. Al fine di raccogliere un buon karma e rivitalizzare il buddismo, Xuecheng, da anni, lavora alacremente per costituire l'apprendimento e la pratica del sistema buddista. Egli ha proposto l'idea di "Creazione di karma collettivo, lavorando insieme sulla pratica del buddismo e la promozione di sforzi buddisti collettivi". Egli non è solo impegnato per i monasteri che egli presiede, ma anche per la causa del buddismo in Cina e nel mondo.
Xuecheng una volta ha detto: "Ora che occupo una certa posizione, faccio le cose non per me, ma per conto del buddismo e dei discepoli". Nonostante i molteplici impegni non trascura lo studio e la pratica per dare il buon esempio. Partecipa mattina e sera alle recitazioni nel tempio e mangia alla mensa tutti i giorni insieme ai monaci. Egli ha seguito questa pratica per più di venti anni. Spesso dice: "Come può un monaco non vivere una vita religiosa? Il monaco che presiede dovrebbe dare l'esempio agli altri ed essere un modello per l'apprendimento e la pratica".

### Abbandonare lo scoraggiamento
La Scrittura dice: "'Dopo aver abbandonato lo scoraggiamento...' si riferisce a non essere mai stanco nel dare spiegazioni". Durante un ritiro monastico estivo nel monastero di Longquan nel 2006, Xuecheng doveva andare ogni giorno avanti e indietro tra il centro e la periferia. Partì per il proprio lavoro in BAC prima dell'alba e ritornò al monastero nel pomeriggio per tenere una conferenza sui precetti per i monaci. Dopo la lezione, rispose alle domande dei discepoli fino a tarda notte. Conseguì l'apprezzamento del Rev. Zhao Puchu che una volta ne descrisse le qualità in una poesia. "È severo con se stesso, ma gestisce delicatamente le cose. Anche se studia e pratica all'interno del monastero, i suoi insegnamenti sono riversati nel mondo in lungo e in largo. Come si fa a stabilire un luogo per la pratica buddista? Si può trovare la risposta nel suo esempio". Questo è un commento sincero su Xuecheng dato da un anziano di prestigio.

## Costruire Monasteri e Accademie
Al fine di fornire ai monaci più opportunità di apprendimento, Xuecheng ha istituito classi per lo studio del Dharma. Il programma di studio è rivolto principalmente alla recitazione dei sutra Mahayana, Xuecheng ha ribadito ai suoi discepoli che il ruolo centrale della formazione non può essere modificato, sia nel mondo secolare o nell'ambito buddista, e che la formazione dovrebbe iniziare dai giovani. Di conseguenza, sempre più importanti personalità, soprattutto giovani intellettuali, vengono a far parte del Sangha.

### Presiede monasteri

#### Putian guanghua monastero
Putian Monastero Guanghua nel Fujian è considerato uno dei tre migliori monasteri buddisti per la sua stretta aderenza ai precetti buddisti tradizionali, la cultura e l'istruzione buddista.
Dall'ottobre 1996 al gennaio 1997, l'Associazione buddista della Cina e Putian Monastero Guanghua hanno organizzato congiuntamente un inedito incontro canonico di 108 giorni per la trasmissione del Dharma. Nell'aprile 2003, Guanghua Monastery held another Dharma Assembly for Transmitting the Three Platforms of Complete Precepts, which complied with the Teachings and the Vinaya. 340 monks from 25 regions of China and such countries as Singapore, Malaysia attended the precepts transmission.

#### Fufeng Monastero Famen
Xuecheng divenne abate del monastero di Famen a Fufeng, Shaanxi, il 16 gennaio 2004. Poco dopo l'inaugurazione, ha invitato e ha nominato il nuovo consiglio di amministrazione, ha istituito un leadership team di cinque membri e completato il regolamento del Monastero. Ha dato grande importanza alla qualità del Sangha, sottolineando: "Al momento, il nostro compito più importante è quello di formare le buone virtù dei monaci. Non possiamo permetterci un attimo di ritardo." 
Al fine di consolidare ulteriormente lo studio e la pratica, ha organizzato corsi, conferenze e assemblee Dharma.
Il 9 maggio del 2009, al Monastero di Famen, si è tenuto l'evento del millennio, la cerimonia per la consacrazione del dito di Buddha Shakyamuni Sharira. Xuecheng come abate ha ospitato il rito e ha ricevuto il Sharira per essere adorato in modo permanente al monastero di Famen. Egli disse: "Il dito Sharira di questo Buddha è una vera e propria reliquia di Shakyamuni. Perciò è una delle reliquie più sacre venerate dai buddisti di tutto il mondo e un tesoro culturale prezioso per la Cina." Oltre un migliaio di anni fa, durante la dinastia Tang , il Sharira è stato accolto 6 volte e rimandato due volte, ogni volta per un imperatore diverso. Infine, è stato chiuso nel palazzo sotterraneo dall'imperatore Xizong (862-888 dC). Il giorno del compleanno di Buddha nel 1987, il Sharira riapparve dopo una sparizione 1113 anni. Da allora, il Sharira è stato inviato a molti paesi e regioni di tutto il mondo come la Thailandia, la Corea, la Cina Taiwan e Hong Kong, ecc, adorati da quasi 10 milioni di fedeli.
Monastero di Famen è attivo per scambi culturali:
- Il 17 febbraio del 2006, Soe Win, primo ministro della Birmania, insieme a più di 40 persone, ha visitato il monastero.
- Il 24 aprile del 2006, Ratnasiri Wickramanayake, il Primo Ministro dello Sri Lanka, ha guidato una delegazione di 9 membri in visita al monastero.
- Il 17 maggio 2006 il Monastero Famen e Doseonsa Tempio in Corea hanno stabilito un rapporto fratellanza tra monasteri.
- Il 22 maggio 2006 Xuecheng insieme al Sangha, ha accolto una delegazione guidata dal Blo bzang Vjig Med Thub bsTan Chos dyi Nyi Ma Rinpoche, membro del Comitato permanente NPC e Vice Presidente della BAC.
- Dal 19 luglio al 24 Luglio 2006, si è svolta con successo la prima luce del Famen Beatitudine e la Sapienza di Camp. La Luce di Famen Camp ha fornito l'occasione per molte persone di imparare e fare esperienza del buddismo. Lo scopo è stato quello di aiutare i giovani a fissare i loro obiettivi di vita e riflettere sul senso della vita.

#### Monastero Longquan di Pechino
L'11 aprile del 2005, Xuecheng è stato nominato abate del Monastero Longquan Monastero di Pechino, con una tradizione di 1000 anni, recentemente reintegrato come sede di attività buddiste, situato ai piedi della Fenice Ridge in Haidian District, Beijing. Dopo essere stato abbandonato per quasi un secolo, il monastero, ha riacquistato la sua vitalità. Più tardi, Xuecheng disse: "Quando sono arrivato a Pechino nel 1984, ho notato che molti laici locali avevano dovuto cercare monasteri in altre città. Avrei voluto poter dare a questi fedeli un luogo sacro per studiare e mettere in pratica a Pechino gli insegnamenti del Buddha. Sono trascorsi 21 anni e questa speranza si è avverata".
Per quanto riguarda la gestione, Xuecheng ha stabilito con lungimiranza il modello di etica del Sangha facendo riferimento alla tradizione Vinaya e alle moderne esperienze di gestione monastiche. I membri del Sangha seguono due etiche: una basata sui diversi precetti ricevuti, l'altra fondata sul sistema amministrativo. Secondo le discipline del Sangha, i monaci non possono possedere telefoni cellulari. Il contatto con il mondo esterno non è generalmente consentito a meno che sia necessario e previa approvazione di un monaco responsabile. Televisori, giornali, riviste e radio non sono ammessi. Nessun alimento è consentito nel dormitorio e non sono permessi spuntini al di fuori dei pasti nel refettorio. Nessun assegno può essere emesso e il denaro offerto dai devoti deve essere consegnata al Sangha. Il Sangha provvede per i propri membri a tutte le spese necessarie in modo che i monaci siano liberi da tutte le preoccupazioni monetarie per assicurare il corpo e la mente tranquillità per lo studio e la pratica ... Questo sistema assicura una pratica monastica pura.
Nei gruppi Dharma al monastero di Longquan si sta costituendo un team multilingue. Nel gennaio 2011 Xuecheng ha quindi avviato assemblee Dharma multilingue. Da allora, nelle grandi assemblee Dharma al monastero ci sono state sessioni multilingua che traducono in inglese, francese, tedesco, russo, giapponese, coreano, spagnolo, italiano, vietnamita, sanscrito, pali e tibetano, ecc
Il 30 settembre 2009, quando la sala del Dharma di recente costruzione Jianxing Hall è entrata in uso, Xuecheng ha dichiarato i principi guida per la gestione a lungo termine del monastero Longquan:
(1) Ordine dei monaci e dei laici specificando: 
(a) differenziazione in base ai precetti ricevuti e le posizioni amministrative detenute, 
(b) essendo diversi tra loro eppure inseparabili, ed uguali per natura ma diversi nelle specifiche attività. (I monaci e i laici sono inseparabili. I monaci sono responsabili per sostenere gli insegnamenti del Buddha, mentre i laici sono responsabili per proteggere gli insegnamenti del Buddha. Ci dovrebbe essere una buona ripartizione delle responsabilità e collaborazione tra i due gruppi)
(2) Ordine nello studio e nella pratica deve essere specificato come: 
(a) la fede, la comprensione, la pratica e la realizzazione in sequenza, e 
(b) che genera Bodhicitta.
(3) Ordine del Lavoro deve essere specificato come: 
(a) conforme alle Insegnamenti, e 
(b) trattare con le persone e le cose con sincerità.
(4) Ordine di vita dovrebbe essere specificato come: 
(a) la purezza e la dignità delle attività quotidiane come il mangiare, il vestire, l'alloggio e il trasporto, e 
(b) la purificazione dei tre karma: il corpo, la parola e la mente, e il possesso della serenità per raggiungere l'illuminazione spirituale.
L'8 ottobre 2009, cinque dipartimenti sono stati istituiti al fine di attuare la gestione ordinata del Monastero Longquan proposta da Xuecheng:
(1) Dipartimento di costruzione adibito alla costruzione di infrastrutture del monastero.
(2) Assessorato alla Cultura è responsabile per l'editing, per la progettazione e la produzione di libri e dei media sui prodotti del monastero.
(3) Dipartimento della carità, cioè, Pechino Ren Fondazione Carità, detiene la missione di diffondere la cultura e lo spirito della carità e di promuovere l'azione di riduzione della povertà.
(4) Dipartimento Pubblicità: è responsabile del sito web di Longquan e del blog di Xuecheng.
(5) Dipartimento per la Educazione, composto da tre divisioni:
(a) La Divisione Assemblea del Dharma, mira a fornire una formazione preliminare per insegnare le basi del buddismo. 
(b) La Divisione per gli studenti offre servizi e supporto per lo studio e la pratica dei buddisti laici. 
(c) La Divisione degli affari di Istruzione è quello di formare i missionari buddisti della nuova era.
Il 14 agosto 2011, l'Institute for Advanced Study di Lettere e religione della Beijing Normal University hanno stabilito una base di ricerca presso il Monastero Longquan. La fondazione di questa base è stato un importante passo avanti che serve come esempio di scambi e per la collaborazione tra la società religiosa e la società accademica.

### Presidenza Accademie

#### Accademia buddista della provincia del Fujian
Accademia buddista della provincia del Fujian è stata istituita insieme al Ven. Maestro Yuanzhuo ed altri, il 1 ° aprile 1983. Si tratta di un'accademia buddista a livello provinciale e una delle prime accademie buddiste stabilitasi dopo la riforma e apertura della Cina. L'Accademia si compone di una Divisione Maschile situata a Putian nel Monastero Guanghua e una divisione femminile a Chongfu presso il Convento di Fuzhou, che è noto come il monastero principale a sud del fiume Yangtze.
Come Presidente dell'Accademia, Xuecheng funge da collegamento tra il passato e il futuro. Egli ha anche fissato il sistema di apprendimento dei principali monasteri nazionali ed internazionali. Tenuto conto del fatto che le pratiche monastiche moderne sono molto diverse rispetto alle antiche pratiche monastiche claustrali, egli sostiene l'integrazione di tre famiglie linguistiche del buddismo e la promozione di tutte le otto sette del Han Buddismo. Con una tale visione, ha portato avanti e realizzato l'idea di Quattro I divenire: "il monastero diventa accademico, l'accademia diventa monastica, l'apprendimento e la pratica sono tra loro integrati, e la gestione diventa scientifica."
L'Accademia prende le quattro qualità di Bodhisattva: "La compassione, la saggezza, l'aspirazione e l'azione", come il suo motto e mira a coltivare monaci moderni che eccellono in "aspirazione, la coltivazione, la capacità, il merito e la conoscenza" sotto i dieci principi di pratica: onorare i Tre Gioielli , rispettando gli insegnanti ei loro insegnamenti, che trattengono le sei facoltà sensoriali, eliminando le cattive abitudini, in via di sviluppo la fede, che istituiscono visioni corrette, accumulando meriti attraverso duro lavoro, coordinamento intesa con la pratica e di essere puro e armonioso.
Tenendo presente l'insegnamento di don Zhao Puchu, cioè allo stato attuale la formazione dei monaci dovrebbe essere la priorità assoluta del buddismo, Xuecheng si è impegnato a coltivare la Sangha per anni. Dal 1990 al 1994, quando l'Ufficio Affari di Scuola era in crisi a causa della mancanza di insegnanti, ha insegnato in 16 classi alla settimana. Ha promesso: "Anche se vi è un solo monaco studente, l'Accademia buddista non deve smettere di funzionare".
Xuecheng è anche molto impegnato per la realizzazione di infrastrutture dell'Accademia buddista. Nei primi tempi, le strutture erano semplici e insufficienti. Nel 1999 ha creato personalmente i progetti e ha partecipato alla costruzione di un nuovo complesso scolastico con una serie di nuovi strumenti, come ad esempio le aule audiovisive, ed ha notevolmente migliorato le condizioni infrastrutturali dell'Accademia.
Nell'agosto 2009, l'Amministrazione statale per gli affari religiosi ha approvato la richiesta dell'Accademia di aggiornare il proprio programma. Allo stato attuale, l'Accademia offre programmi a tre livelli, vale a dire il programma specializzato secondario di due anni, il Corso Laurea di quattro anni e il corso master per studi avanzati di tre anni. Ci sono 150 studenti monaci, 30 maestri e 10 docenti ospiti presso l'Accademia. Alla fine del 2011, aveva dato più di 1.400 certificati di laurea. Un gran numero di giovani monaci sono usciti in possesso di integrità morale e la capacità, buon carattere e cultura. Alcuni di loro si sono dedicati all'insegnamento, altri alla ricerca buddista, altri ancora sono impegnati in opere di beneficenza, oppure sono diventati abati o hanno viaggiato all'estero per promuovere il Dharma.

#### Accademia Monastero buddista Famen
Xuecheng ha assunto la guida del monastero di Famen il 16 gennaio del 2004, conservando la tradizione del precedente abate Ven. Maestro Jingyi. Nel maggio 2010, il Monastero di Famen è stato ufficialmente istituito come scuola buddista a livello provinciale, la prima accademia Han buddista della Cina nord-occidentale. 
Le strutture dell'Accademia erano state costituite sotto il rettorato del compianto Abate Ven. Jingyi tra il 1997 e il 2002. Attualmente esistono otto edifici, quattro grandi aule, una sala conferenze e una biblioteca. Ogni edificio è dotato di un sistema di riscaldamento e strutture didattiche, quali proiettori e computer. Le strutture possono ospitare 300 studenti. La biblioteca ha una collezione di circa 10.000 libri, cinque set di Tripitakas e decine di diverse riviste buddiste, che soddisfano i requisiti di base di insegnamento e apprendimento. 
L'Accademia buddista della provincia del Fujian condivide gli stessi concetti educativi. Nell'estate del 2006, al fine di rafforzare il dialogo e la cooperazione tra il monastero Famen e l'Accademia buddista della provincia del Fujian, Xuecheng disposto che una classe di ogni istituto partecipi all'altrui ritiro estivo, in modo che possano imparare gli uni dagli altri. Ciò ha prodotto risultati notevoli.

## Diffusione del Dharma
Xuecheng ritiene che l'istruzione buddista dovrebbe orientare i discepoli ad intraprendere il sentiero che porta verso la società e il mondo intero. Da un lato, i buddisti dovrebbero concentrarsi sull'auto-formazione: ispirare gli altri col Dharma, ottenere il loro sostegno, illuminando se stessi e gli altri e impegnandosi con la vera pratica e la vera promozione degli Insegnamenti. 
Dall'altra parte, dovrebbero agevolare lo sviluppo del buddismo in questa nuova era, imparando a utilizzare le moderne tecnologie come il computer e Internet. Essi dovrebbero fare uso dei metodi che sono adatti allo stile di vita delle persone in tempi moderni, così da poter diffondere il Dharma.

### Diversi metodi di diffusione del Dharma
Nel 2006, mentre era in volo, un amico di Xuecheng si offrì di aiutarlo a creare un blog. Xuecheng accettò iniziando il blog il 21 febbraio. Dal momento in cui il blog è stato lanciato, Xuecheng ha pubblicato molte voci per condurre i suoi discepoli ad applicare gli insegnamenti nella vita reale e modernizzare il Buddismo. Alla fine di gennaio 2012, ha ottenuto più di 8,6 milioni di visite, attirando un gran numero di cittadini della rete a studiare il Dharma, interagendo con i devoti e persone provenienti da ogni ceto sociale.
Xuecheng ha diretto la creazione di "Voice of Longquan", che è stato lanciato ufficialmente l'8 agosto 2008. Alla cerimonia di apertura, Xuecheng ha detto: "Abbiamo istituito il sito web la Voce di Longquan per soddisfare le esigenze della gente e stare al passo coi tempi, contribuendo alla missione fondamentale di divulgare il buddismo. Ci auguriamo che sempre più persone possano visitare e sostenere il nostro sito. Ci auguriamo che possa agire come strumento di successo per la diffusione di Dharma per il bene degli esseri viventi, la promozione della cultura tradizionale cinese, il dialogo e l'informazione sul buddismo e sulle altre religioni". Con il buddismo come corpo centrale e il confucianesimo col taoismo come due ali, si intende approfondire il pensiero di cultura tradizionale cinese da proporre con umanità e armonia, da divulgare in tutto il mondo.
La prima versione del sito web in lingua straniera (inglese) è stata lanciata nel giorno della cerimonia di chiusura delle Olimpiadi di Pechino (24 agosto 2008), con uno sforzo di portata internazionale. Per quanto riguarda la popolarità del sito web, ha ricevuto 419,261 clic e 70,318 visite a quattro mesi dal suo lancio. Questi successi sono stati conseguiti grazie a 23,083 visitatori provenienti da 555 città in 45 paesi in tutto il mondo. Il 17 febbraio 2011, è stata lanciata la versione giapponese di Voice of Longquan. È previsto in futuro, la pubblicazione di altre versioni, in lingue diverse. Questo al fine di facilitare lo scambio tra Oriente e Occidente, e per promuovere la cultura tradizionale cinese con i suoi valori. Al 26 gennaio 2012, il numero di visualizzazione della pagina della Voce di Longquan ha raggiunto più di 11 milioni di visite.
Xuecheng ha lanciato i suoi microblog multilingue, il 17 febbraio 2011 (il quindicesimo giorno del primo mese del calendario lunare). Sui siti web di qq.com, sina.com e bentio.com, microblog sono pubblicati in 10 lingue vale a dire cinese, inglese, francese, tedesco, russo, giapponese, coreano, spagnolo, Thailandese e il Tibetano. Quelli cinesi sono rispettivamente alla pagina http://t.qq.com/xuechengfashi Archiviato il 7 dicembre 2015 in Internet Archive., https://weibo.com/xuecheng e http://bentio.com/xuechengfashigb. Altri microblog di Xuecheng sono stati pubblicati in Giappone, Corea e Russia, tra cui https://web.archive.org/web/20140402071303/http://me2day.net/shixuecheng(giapponese), (coreano) e http://www.rutwit .ru / xuechengfashi (russo). 
I Microblog di Xuecheng vengono aggiornati quotidianamente in 10 lingue, contribuendo a dare uno slancio significativo alla promozione internazionale del Dharma. Il lancio dei microblog multilingua di Xuecheng è stato riportato da decine di media come people.com.cn, xinhuanet.com, ifeng.com, chinanews.com, cnr.cn, China Youth Daily, Cina Cultura Rapporto, Beijing Evening News, Global Times (edizione estera), BBC e CNN, etc.
Il 28 luglio 2011, ha lanciato Xuecheng Qing-blog in aggiunta ai suoi conti blog e microblog. Al fine di diffondere il Dharma nella società moderna, Xuecheng ha avviato una serie cartoni animati in Qing-blog, sulla vita di monaci e laici al Monastero Longquan. I cartoni animati sono stati creati per aiutare le persone a conoscere e capire il Buddha Dharma in modo semplice e rilassante.

## Attività accademiche
Conferenze: 
- "Fede e Vita" presso l'Università di Pechino il 21 aprile, 2007.
- "Culturale Soft Power e la cultura buddista" all'Università di Pechino il 21 novembre 2008.
- "Il valore universale della cultura buddista" all'università Renmin in Cina il 11 dicembre 2008.
- "Il significato moderno della cultura buddista" presso la Biblioteca Nazionale il 12 dicembre 2009.
- "Raccogliete saggezza per costruire insieme la cultura della Mente" presso la Graduate School of Accademia Cinese delle Scienze Sociali il 10 agosto 2010.
- "Il buddismo e la cultura della Mente" presso la Facoltà di Lettere e Scienze Sociali della Cina del Nord Electric Power Università il 5 maggio 2011.
- "Buddista Etica e Morale Sociale" presso l'Università Normale di Pechino il 25 giugno 2011.
- "Views on felicità nella vita" presso l'Università di Nanchino su 16 settembre 2011.
- "Una panoramica di buddista cinese Education" presso l'Università di Pechino il 20 ottobre 2011.

Report:
- "Rafforzare lo sviluppo della cultura nazionale come Soft Power" al 3 ° sessione del Comitato Nazionale 11 CCPPC il 9 marzo, 2008.
- "Trend di cinese cultura buddista da una prospettiva globale" presso il Comitato di Shanghai CCPPC il 16 luglio 2010.
- "Responsabilità sociale di cinese cultura buddista" al primo Lettere e Religione Vertice tenuti presso Università Normale di Pechino il 28 dicembre, 2010.

Interventi:
- "Lasciate diverse religioni e confessioni unire le mani per creare un domani migliore per i bambini" al 2 ° Forum Mondiale su "La Rete Globale delle Religioni per l'Infanzia" nel maggio 2004.
- "Che il mondo più armonioso e bello con l'esistenza di molte religioni" alla Prima Conferenza Internazionale dell'Educazione multi-religiosa per la pace e l'armonia a Jakarta nel febbraio 2005.
- "Nuova Civiltà, Cultura della Mente e armonia della Mente-ereditare e sviluppare lo spirito armonioso della cravatta d'oro" al 13 ° in Cina, Corea e Giappone buddista amichevole Conferenza cambio il 19 ottobre, 2010.
- "Un mondo armonioso inizia con le nostre menti" al Primo Forum Mondiale buddista a Hangzhou e Zhoushan, provincia di Zhejiang dal 13 aprile al 16 del 2006.
- "Condividiamo sapienza religiosa, di sicurezza e di pace" presso l'8 ° Assemblea Mondiale delle Religioni per la Pace dal 26-29 Agosto 2006.
- "Lo stesso mondo, stessa azione e aspirazione" alla nona Cina, Corea e Giappone buddista amichevole Conferenza Scambio tenutasi a Kyoto, il 26 ottobre 2006.
- "Per promuovere l'armonia mondiale è il sacro dovere dei buddisti" al 10 ° Cina, Corea e Giappone buddista amichevole Conferenza Scambio tenutasi a Pechino il 26 Ottobre 2007.
- "Facciamo effettuare multireligiosa Dialoghi e congiuntamente costruire un mondo armonioso" in occasione della Conferenza mondiale sul dialogo ospitato dalla Lega Musulmana Mondiale a Madrid, in Spagna il 16 luglio, 2008.
- "Lasciate che i valori buddisti essere ampiamente Heard Tra Culture del Mondo" presso il 11 ° in Cina, Corea e Giappone buddista amichevole Conferenza Scambio tenutasi a Jeju dal 9 ottobre al 11, 2008.
- "Migliorare il dialogo, in stretta collaborazione, costruire una casa spirituale diversificato e armonioso per l'umanità", al 3 ° Congresso dei leader delle religioni tradizionali del mondo e ad Astana, Kazakistan il 2 luglio dl 2009.